# Rues militarisées
Rues militarisées (武装せる市街, Busō seru shigai) est un roman de Denji Kuroshima paru en 1930. Censuré à sa parution ainsi que pendant l'occupation américaine du Japon, il sera finalement publié quarante ans plus tard en 1970.

## Thème
L'histoire se déroule pendant l'incident de Jinan, l'un des premiers affrontements entre l'armée impériale japonaise et le Kuomintang chinois. Kuroshima y dépeint une vaste gamme de personnages : ouvriers chinois exploités par leurs supérieurs, résidents japonais réduits à la pauvreté, soldats impériaux aux idées de plus en plus radicales, etc. De vues antimilitaristes et anti-impérialistes, le roman fut censuré à sa parution en 1930, censure qui se prolongera durant l'occupation par les autorités américaines après la fin de la guerre. Le livre sera finalement publié en version complète en 1978, quarante ans après sa parution initiale.